# Goran Latifić
Goran Latifić (in serbo Горан Латифић?; Belgrado, 7 dicembre 1950) è un ex cestista jugoslavo.

## Carriera
Con la Jugoslavia ha disputato i Giochi del Mediterraneo di Smirne 1971.

## Palmarès
- YUBA liga: 1

Partizan Belgrado: 1975-76